# Contrac Cobus 2700
Contrac Cobus 2700 to oznaczenie autobusu lotniskowego produkowanego przez firmę Contrac, głównie dostowanego do komunikacji lotniskowej. 
W budowie nadwozia wykorzystano wiele elementów wykonanych z aluminium. W Polsce, co najmniej od 2005 roku, znalazło się przynajmniej 16 sztuk, z czego 15 sztuk nadal jest eksploatowanych. Było to 10 sztuk w wersji standard i 6 sztuk w wersji S. Wszystkie są własnością firmy LOT Ground Services z siedzibą w Warszawie.